# Sympterygia
Sympterygia é um género de peixe da família Arhynchobatidae.
Este género contém as seguintes espécies:
- Sympterygia acuta
- Sympterygia bonapartei
- Sympterygia brevicaudata
- Sympterygia lima